# Окулярець малий
Окулярець малий (Heleia squamiceps) — вид горобцеподібних птахів родини окулярникових (Zosteropidae). Ендемік Індонезії.

## Підвиди
Виділяють шість підвидів:
- H. s. heinrichi (Stresemann, 1931) — північний захід Сулавесі;
- H. s. striaticeps (Riley, 1918) — північ центрального Сулавесі;
- H. s. stresemanni (van Marle, 1940) — північний схід Сулавесі;
- H. s. stachyrina (Stresemann, 1932) — південь центрального Сулавесі;
- H. s. squamiceps (Hartert, E, 1896) — південь Сулавесі;
- H. s. analoga (Stresemann, 1932) — південний схід Сулавесі.

## Поширення і екологія
Малі окулярці є ендеміками Сулавесі. Вони живуть в гірських тропічних лісах.